# Anna-Stina Treumund
Anna-Stina Treumund, född 18 juni 1982 i Tallinn, död 30 maj 2017, var en estnisk fotograf. Treumund var en av de första konstnärerna i Estland som behandlade lesbiska frågor och fokuserade på rollen för lesbiska i det estniska samhället, där det finns en utbredd stereotyp av en lesbisk som en oattraktiv bitter manlig kvinna. Treumund hjälpte även till att starta LadyFest Tallinn kvinnokulturfestival.

## Biografi
Anna-Stina Treumund studerade vid Tartu Art College fram till 2006. I maj 2006 studerade Treumund vid Vilnius konstakademi under Erasmus European Student Exchange Program och slutförde sitt första arbete som presenterades för allmänheten. Treumund tog examen från Tartu Art College med en examen i fotografi (BA) och gick in i Estlands konsthögskola att fortsätta sina fotografistudier. Treumund tog examen vid konsthögskolan 2010 med en magisterexamen i fotografi.
Treumund fortsatte sina studier 2012 vid Linköpings universitet inom genusvetenskap och sedan som doktorand på Estlands konsthögskola. Sedan 2006 har Treumund varit frilansfotograf och år 2008 började Treumund hålla föreläsningar vid Estlands konsthögskola. Treumund har undersökt feministisk kritik och queerforskning.

## Inriktning
För Treumund var kroppen ett sätt att sprida olika idéer. Hon var från början intresserad både av skildring av sexualitet och självporträtt. Ursprungligen var hon motiverad att ta en bild av att se sig själv utan en spegel för att kunna bevisa sin existens. I sina senare fotografier tog hon redan hänsyn till alla möjliga symboler, tips, kritisk analys av sammanhang och bakgrund. Treumund var övertygad om att både fotot och videokameran är kraftfulla verktyg för att manipulera verklighetsuppfattningen – det är möjligt att synliggöra det osynliga, ändra roller, skildra det imaginära, radera.
I slutet av 2016 öppnades konstnärens stora soloutställning M’s wet dream på Tartu konstmuseum. I samband med detta publicerade museet också en översiktskatalog.